# República Dominicana en los Juegos Olímpicos de Atenas 2004
La República Dominicana estuvo representada en los Juegos Olímpicos de Atenas 2004 por un total de 33 deportistas, 17 hombres y 16 mujeres, que compitieron en 9 deportes.
La portadora de la bandera en la ceremonia de apertura fue la jugadora de voleibol Francia Jackson.

## Medallistas
El equipo olímpico dominicano obtuvo las siguientes medallas:
| Nombre        | Deporte   | Competición    |
| ------------- | --------- | -------------- |
| Oro           |           |                |
| Félix Sánchez | Atletismo | 400 m vallas M |
| Plata         |           |                |
| —             |           |                |
| Bronce        |           |                |
| —             |           |                |